# セントルイス美術館
セントルイス美術館（Saint Louis Art Museum）は、ミズーリ州セントルイスのフォレストパークにある美術館。

## 沿革
セントルイス美術館の歴史はセントルイス・ワシントン大学の一部であるセントルイス・スクール・アンド・ミュージアム・オブ・ファイン・アート（the Saint Louis School and Museum of Fine Arts）として1881年より始まる。建物は1904年のセントルイス万国博覧会のために建てられたものである。1909年よりワシントン大学から分割されてシティ・アート・ミュージアムとなる。

## コレクション
ヨーロッパ絵画の中にはティツィアーノ、バルトロメオ・マンフレディ、ジョルジョ・ヴァザーリ、ティントレット、エル・グレコ、ジョシュア・レノルズ、レンブラント、ジャン・シメオン・シャルダン、フランソワ・ブーシェ、ジョン・マーティン等を所蔵。近代絵画からはギュスターヴ・モロー、ジャン＝フランソワ・ミレー、ポール・セザンヌ、エドガー・ドガ、マックス・ベックマン、ポール・デルヴォー、マックス・エルンストなどを見ることが出来る。また、ジョージ・ケイレブ・ビンガムをはじめとするアメリカ絵画も有している。彫刻にはオーギュスト・ロダン、ヘンリー・ムーアなど。現代デザインには、吉岡徳仁のHoney-pop。

### ギャラリー

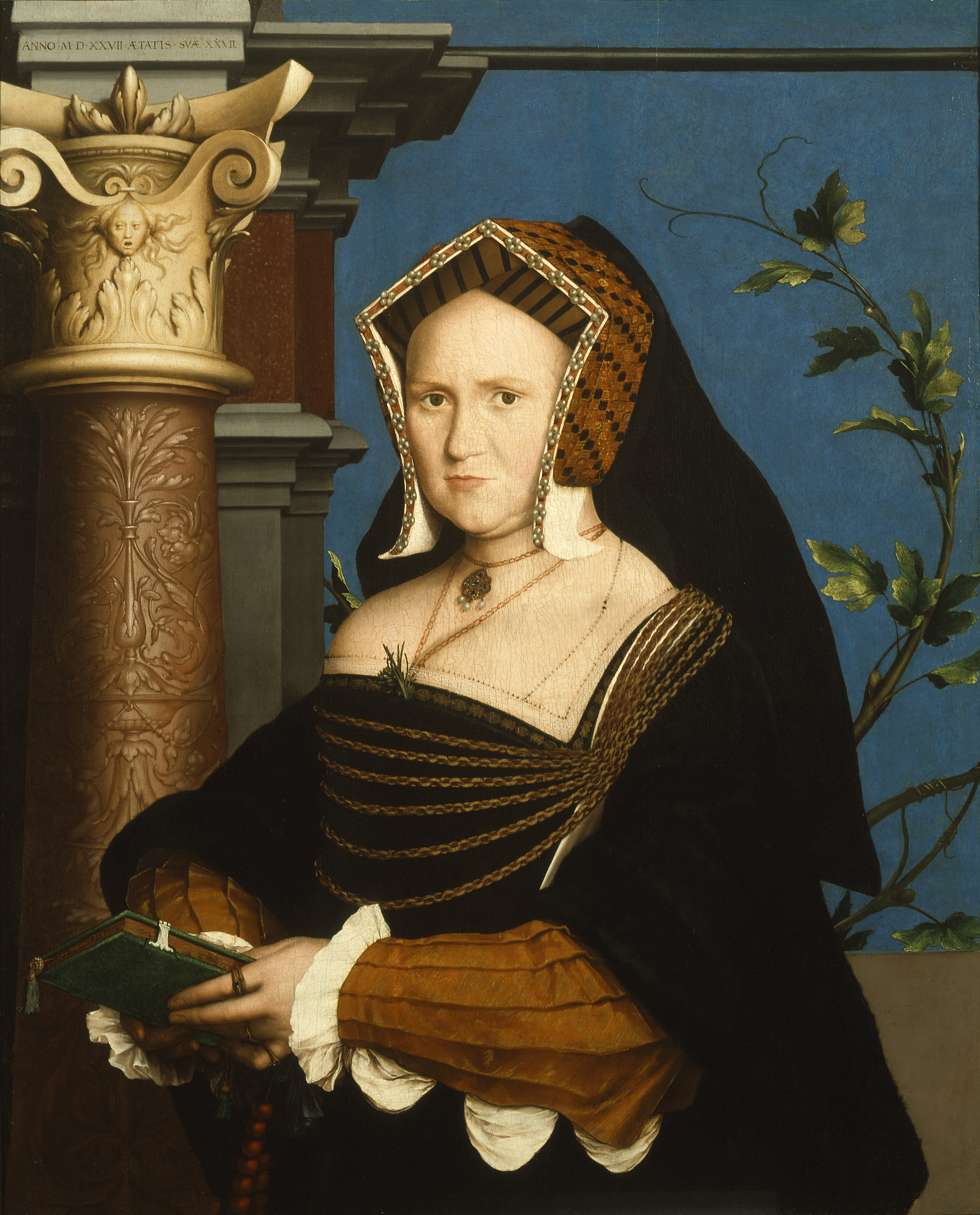
ハンス・ホルバイン, Mary, Lady Guildford, 1527年
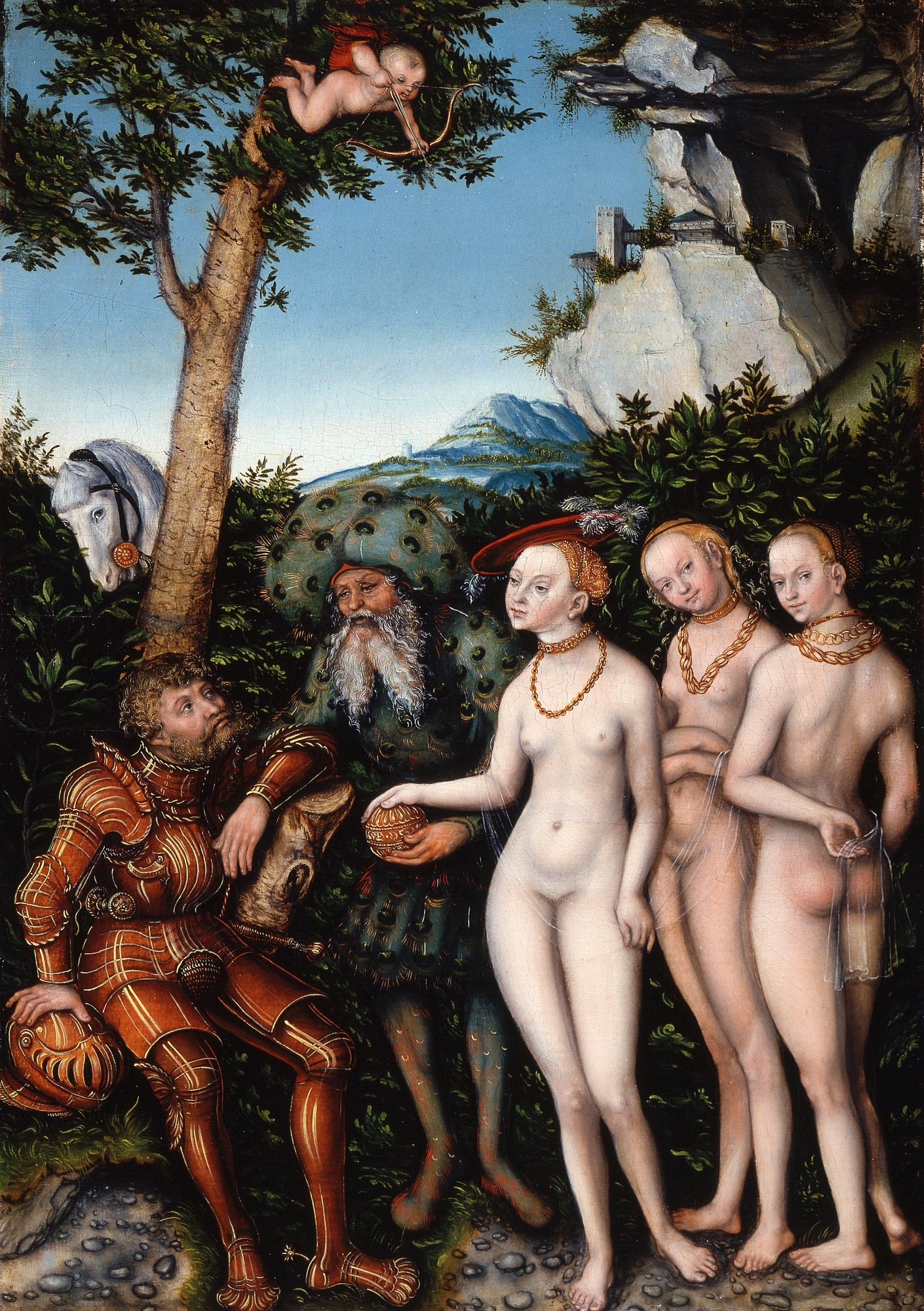
ルーカス・クラナッハ 『パリスの審判』1530年
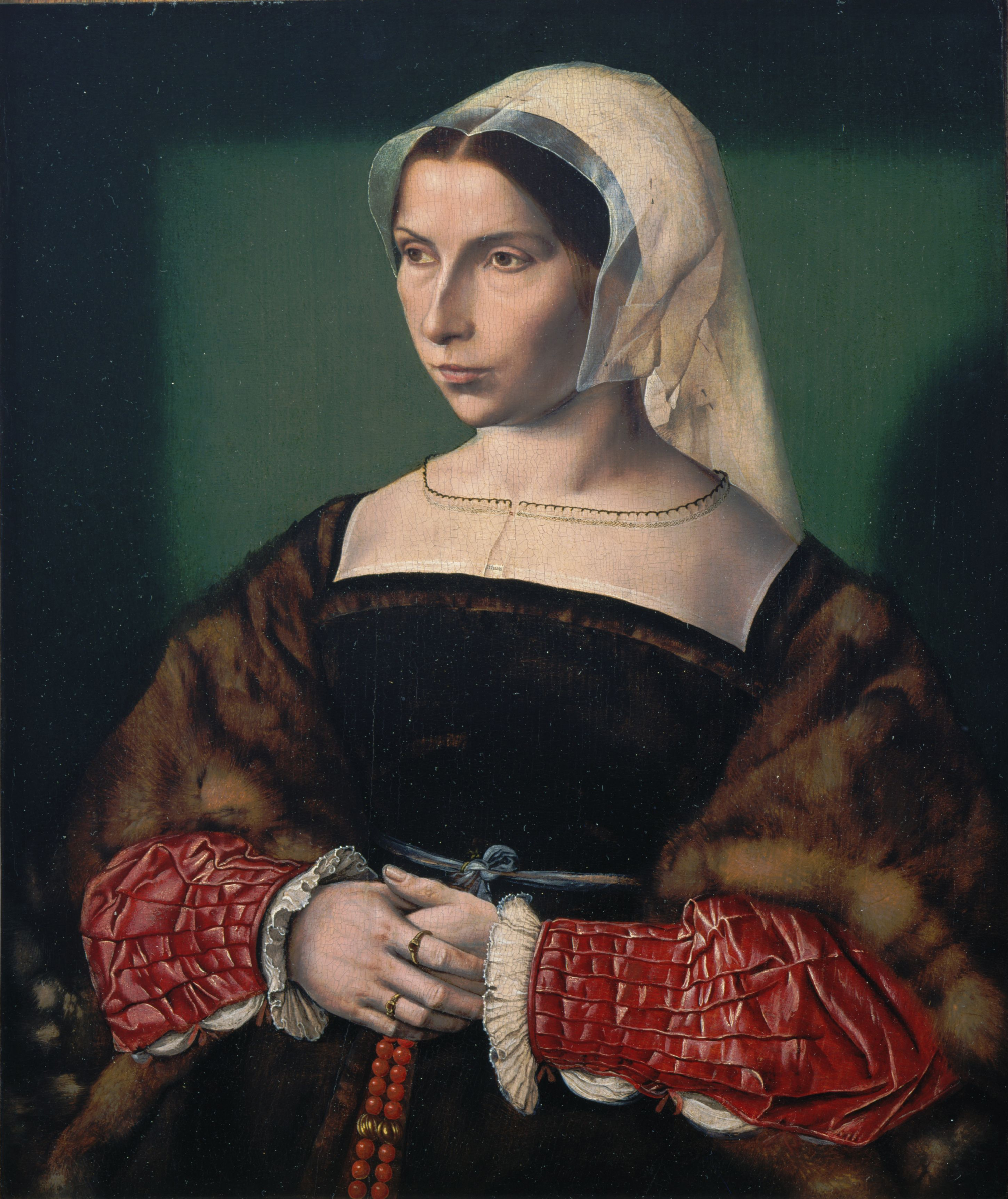
アンブロシウス・ベンソン, Portrait of Anne Stafford, 1535年
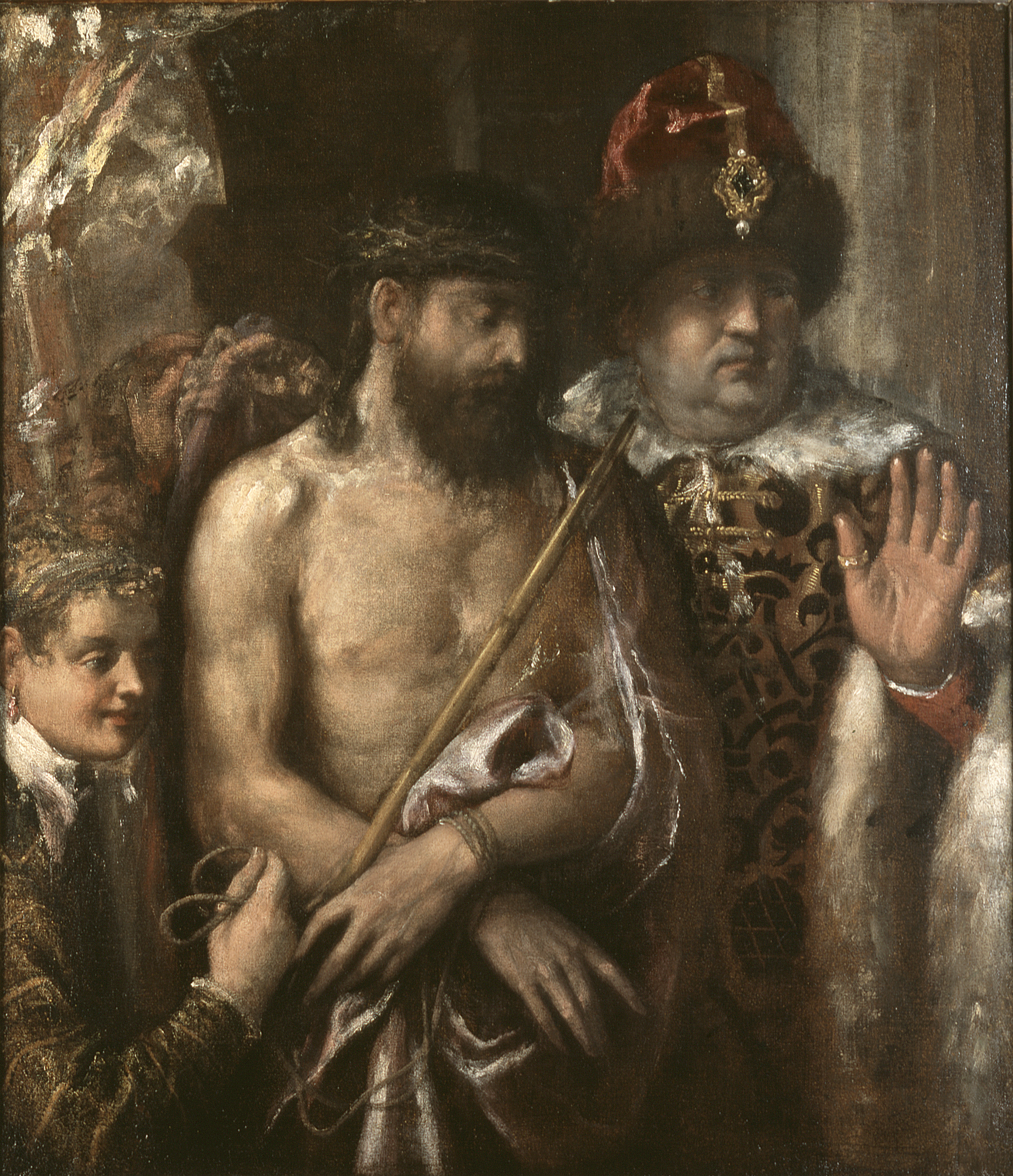
ティツィアーノ・ヴェチェッリオ, Christ Shown to the People (Ecce Homo), 1570年-1576年
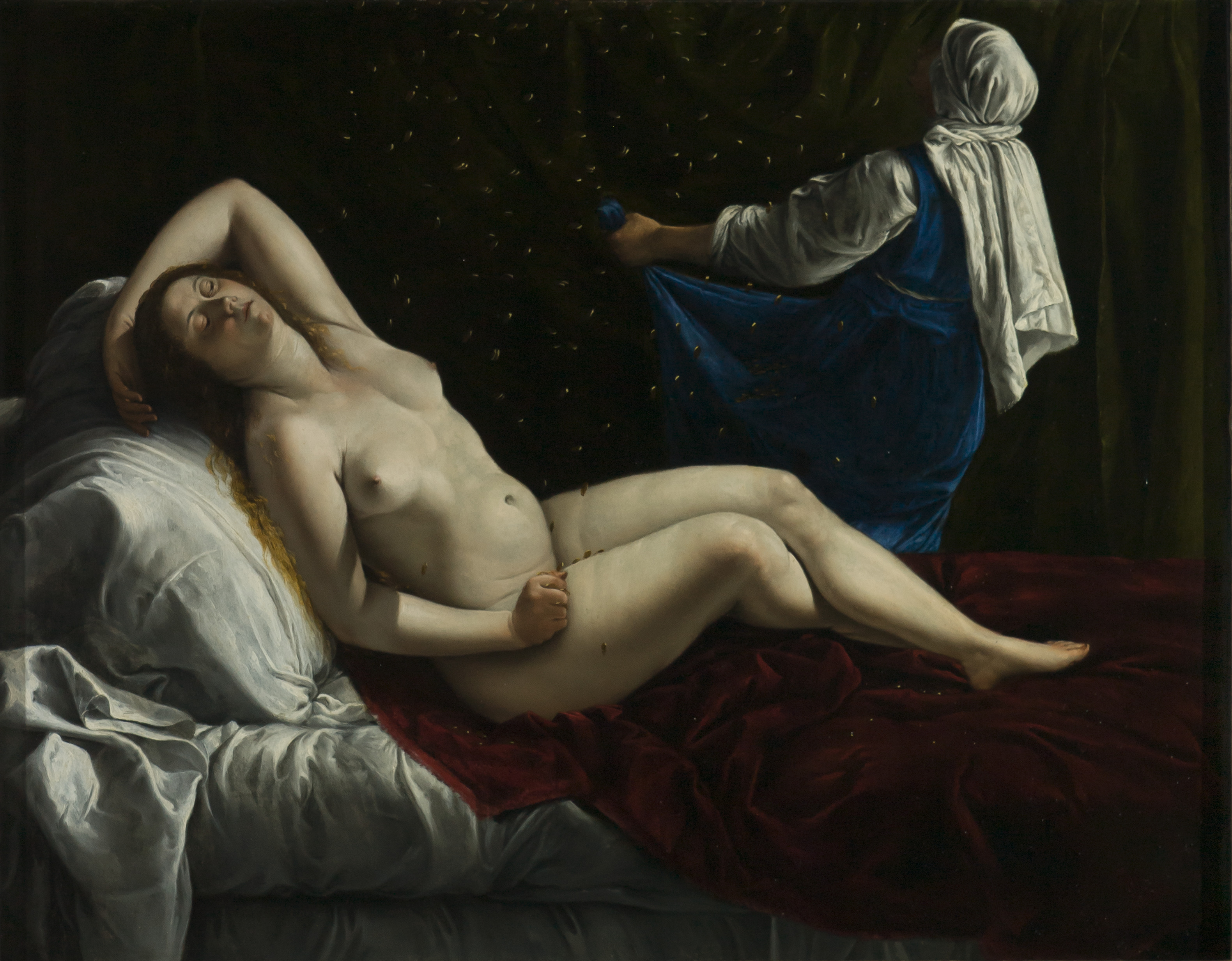
アルテミジア・ジェンティレスキ『ダナエ』1612年頃
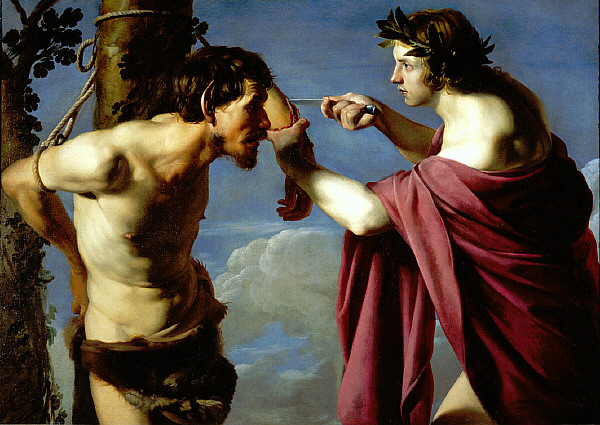
バルトロメオ・マンフレディ: Apollo and Marsyas, 1616年–1620年
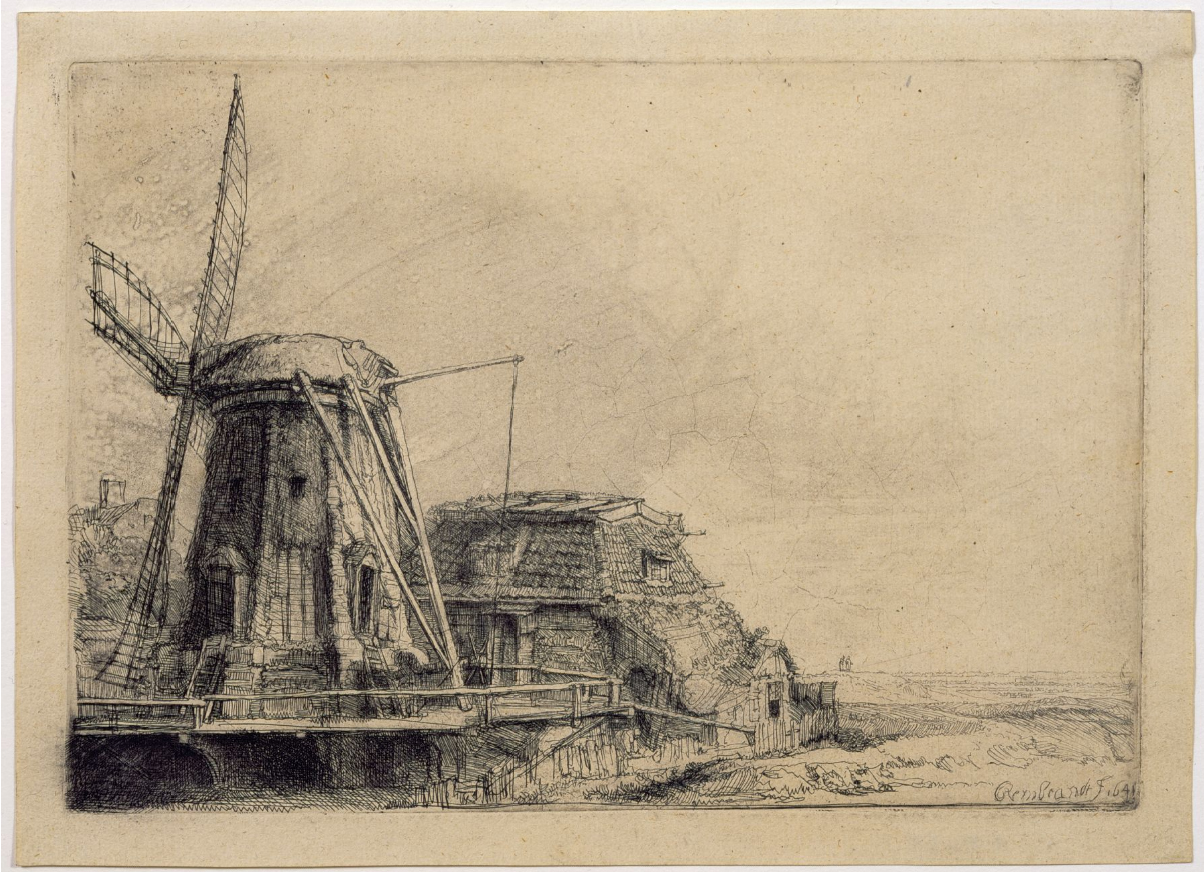
レンブラント: エッチング The Windmill.1641
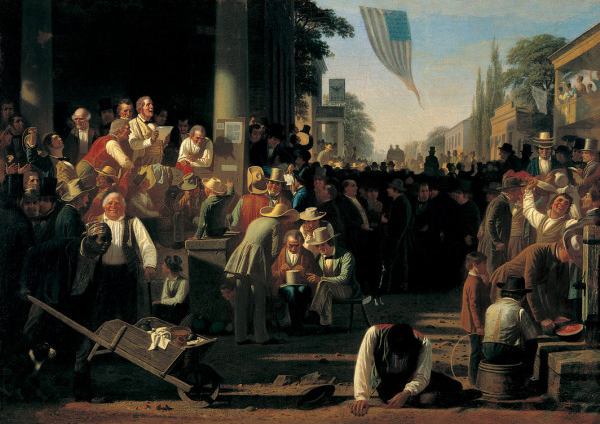
ジョージ・カレブ・ビンガム: The Verdict of the People, 1854年–1855年

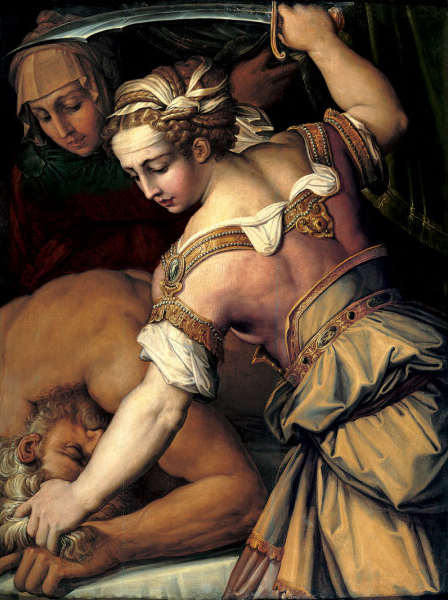
ジョルジョ・ヴァザーリ:Judith and Holofernes,1554年
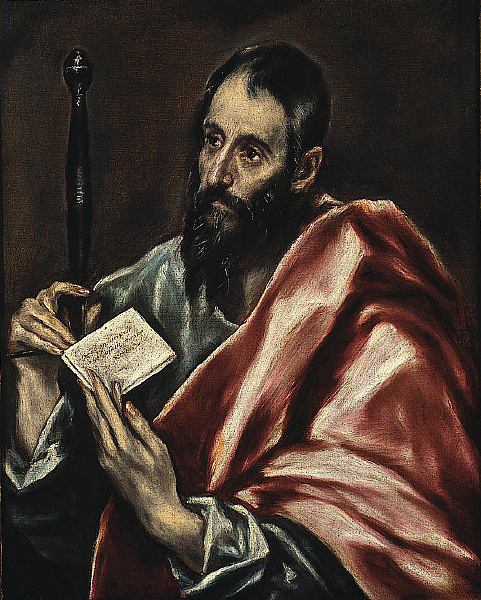
エル・グレコ:St. Paul,1598年-1600年
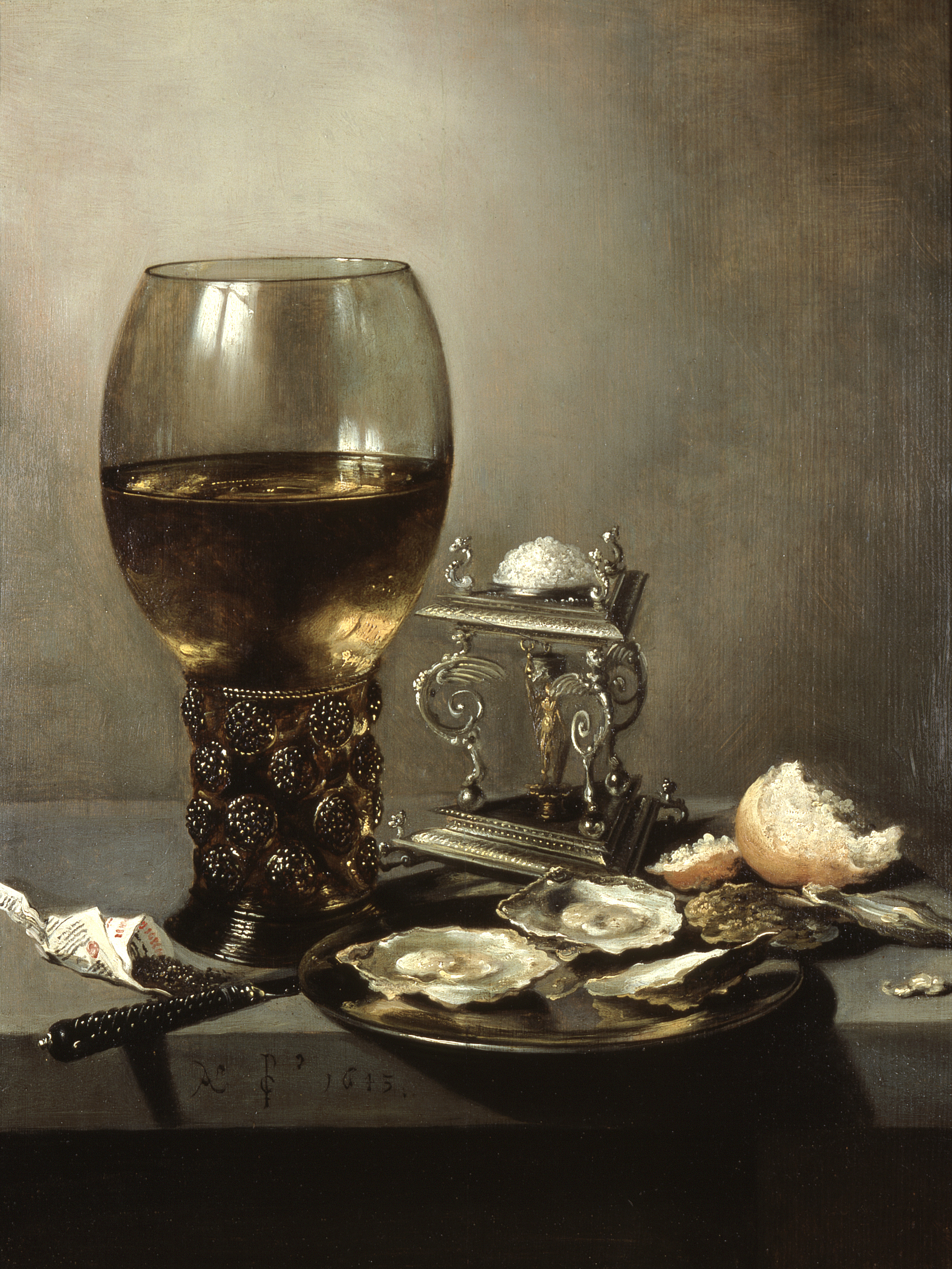
ピーテル・クラースゾーン, Still Life, 1643年
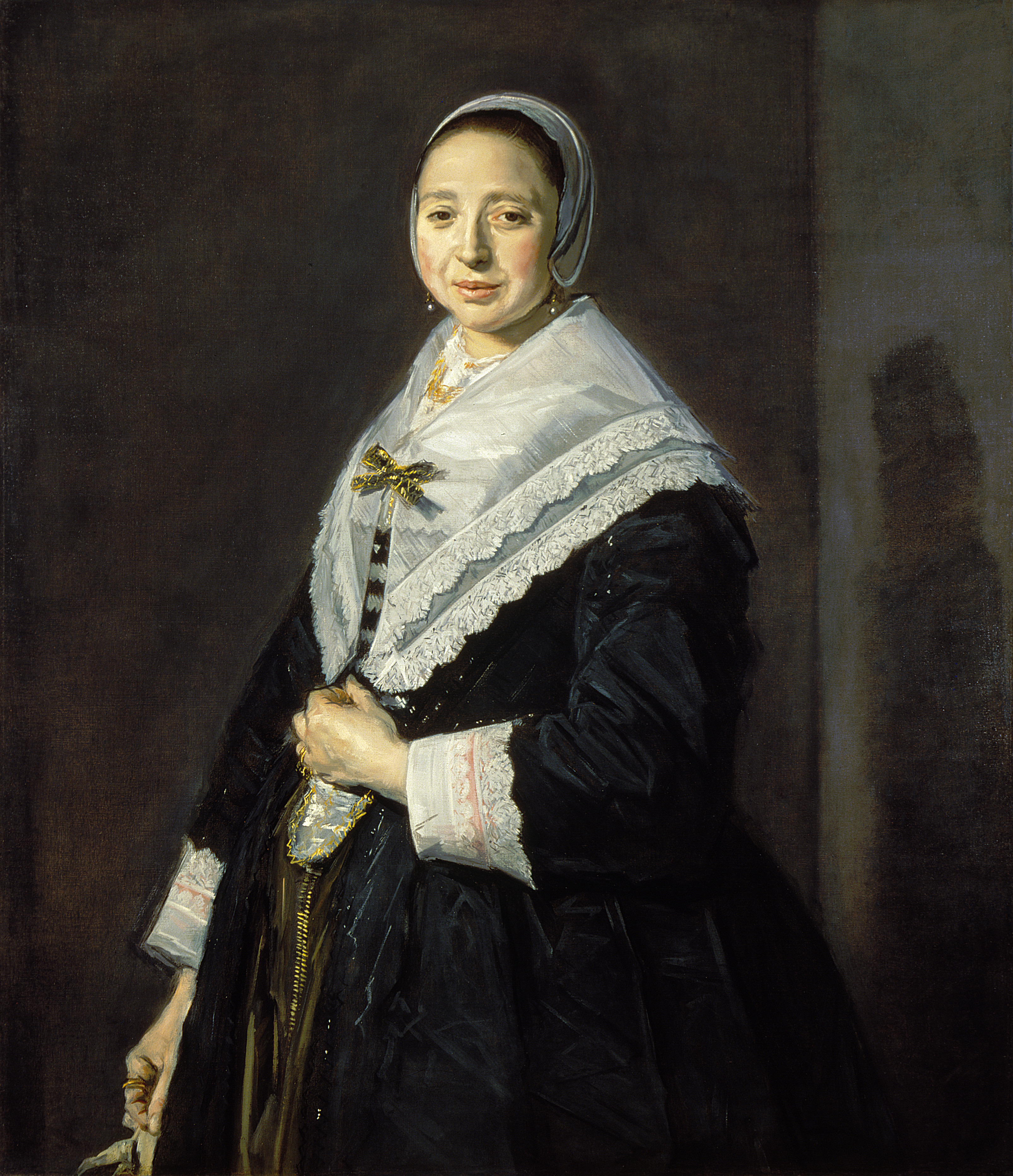
フランス・ハルス, Portrait of a Woman, 1650年–1652年
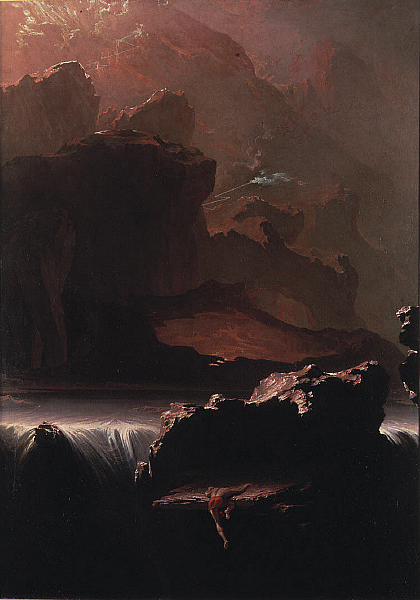
ジョン・マーティン『忘却の水を探し求めるサダク』1812年
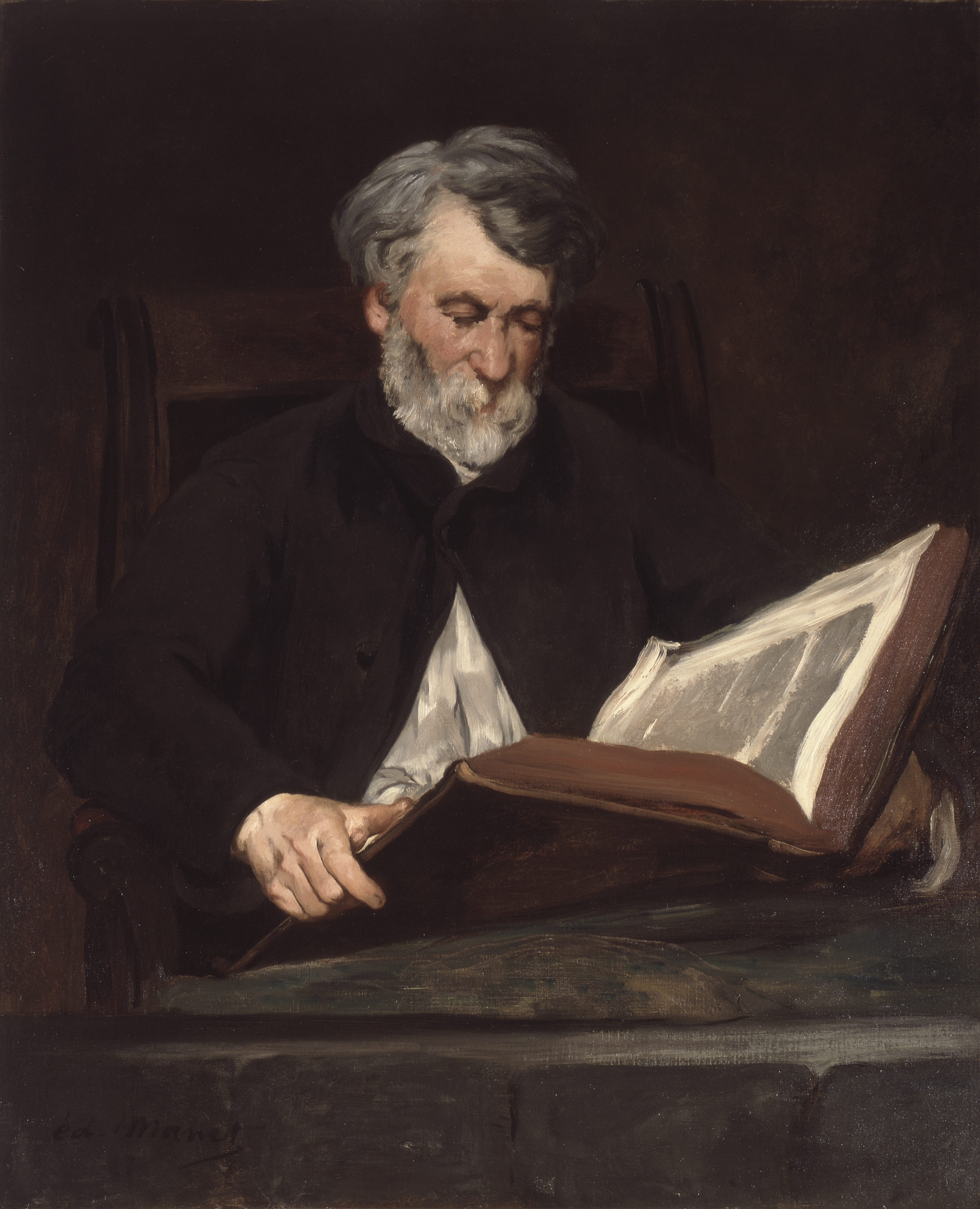
エドゥアール・マネ, The Reader, 1861年
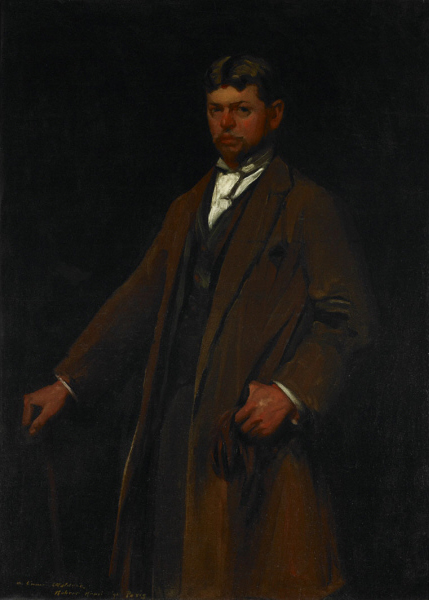
ロバート・ヘンライ: Portrait of Carl Gustav Waldeck, 1896年
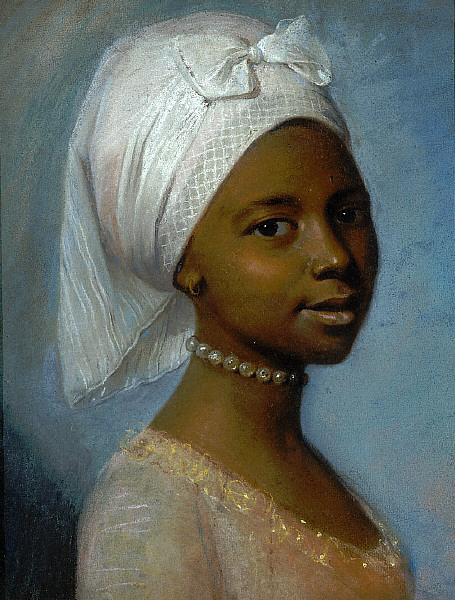
ジャン＝エティエンヌ・リオタール:Portrait of a young woman 18世紀
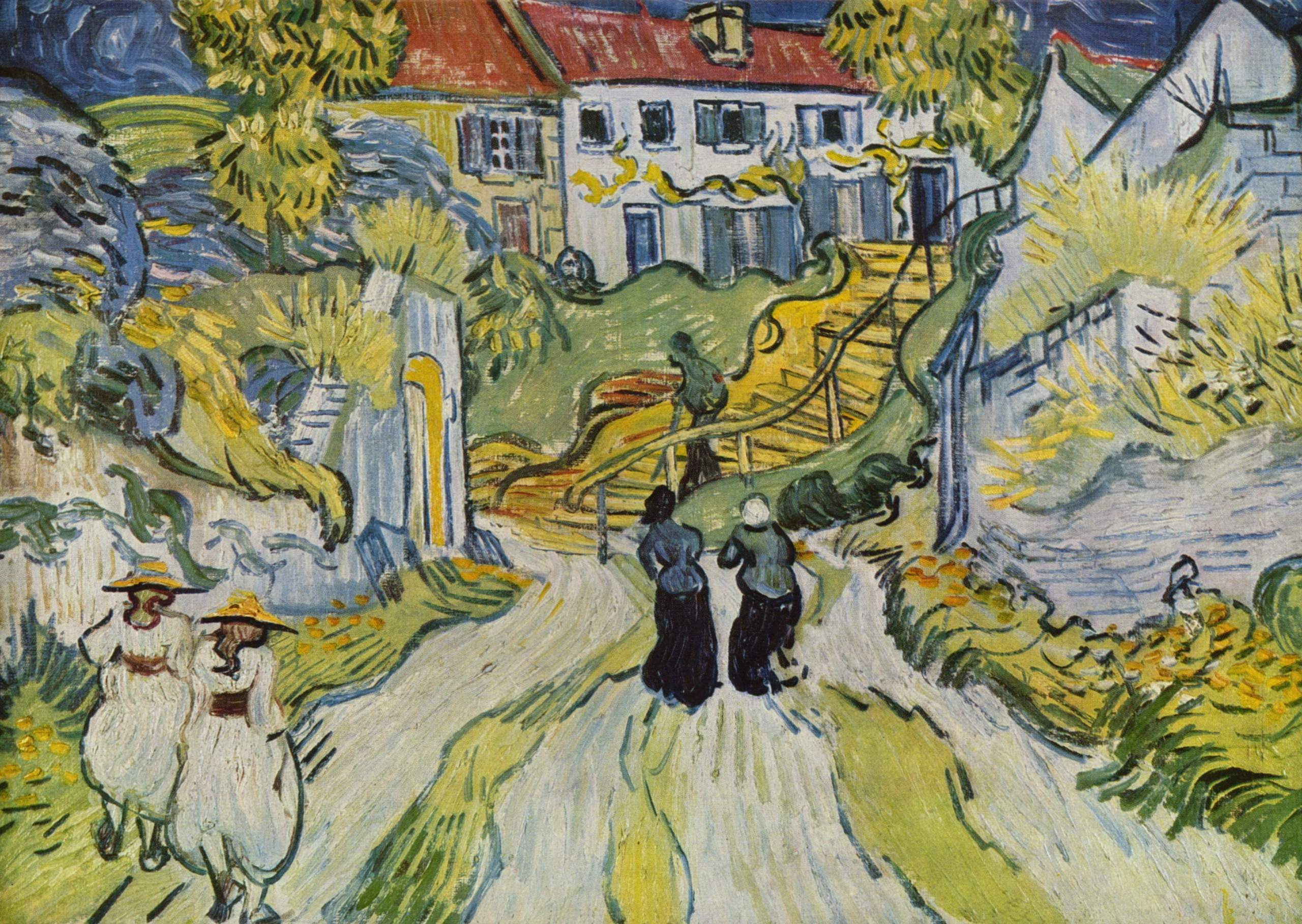
フィンセント・ファン・ゴッホ: Stairway at Auvers, 1890年
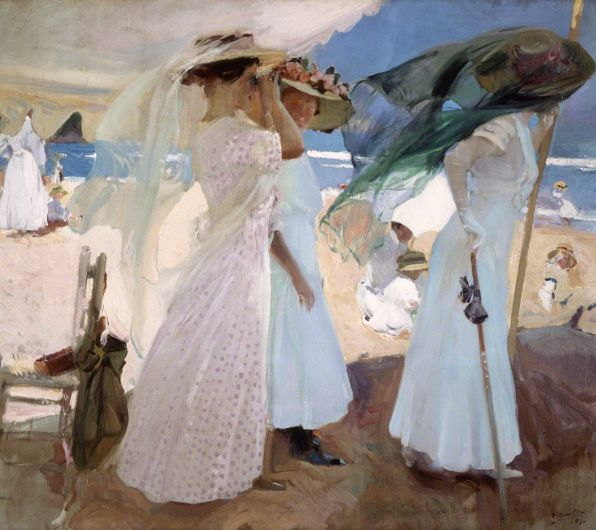
ホアキン・ソローリャ:Bajo el toldo, Zarauz,1910年
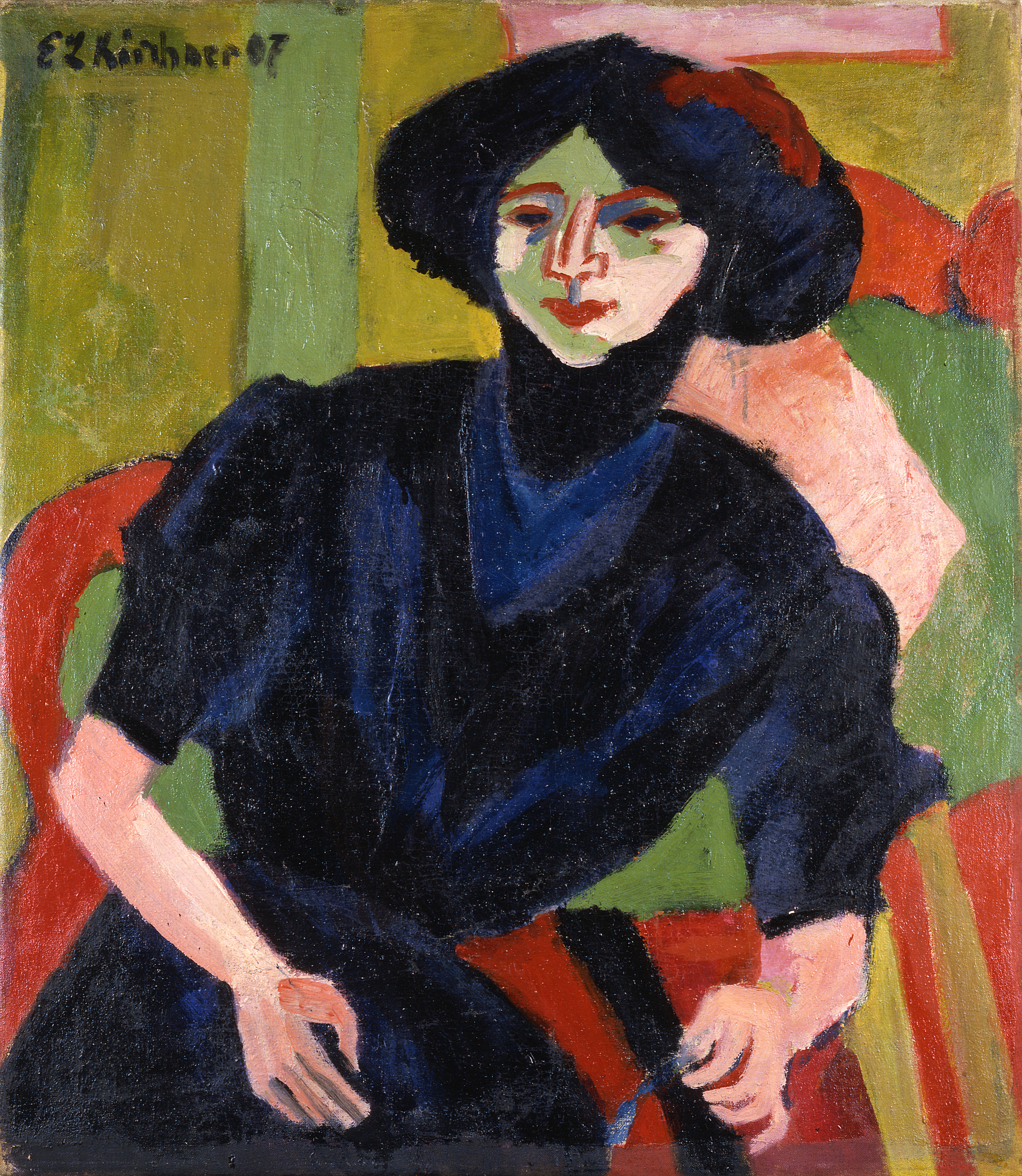
エルンスト・ルートヴィヒ・キルヒナー:Portrait of a Woman,1911年
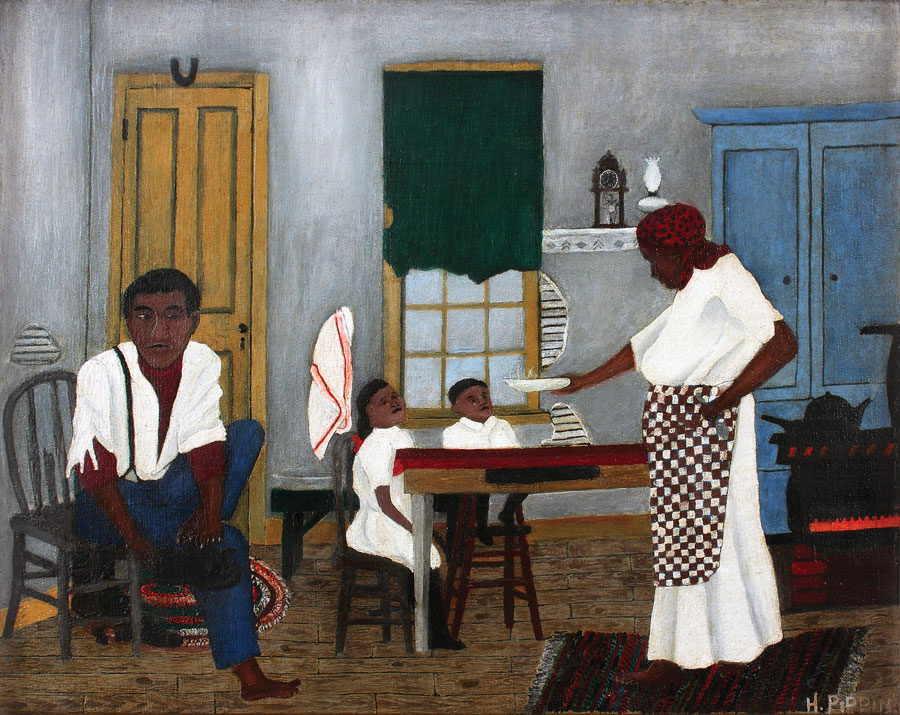
ホレイス・ピピン:Sunday Morning Breakfast,1943年

## 参照
1. ↑  Saint Louis Art Museum Handbook of the Collection (2004), p. 8
2. ↑  Saint Louis Art Museum Handbook of the Collection (2004), p. 10